# Tommy Dorfman

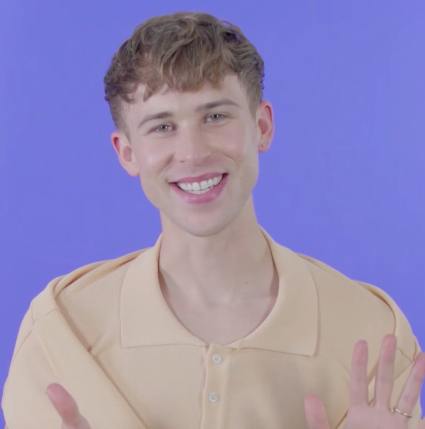
Tommy Dorfman innan hon kom ut som transkvinna, den 4 mars 2018.

Tommy Dorfman, född 13 maj 1992 i Atlanta i Georgia, är en amerikansk skådespelerska. Hon är mest känd för att spela rollen som Ryan Shaver i Netflixserien Tretton skäl varför (engelska: 13 Reasons Why) (2017).
Dorfman, som ursprungligen föddes som man, kom under år 2017 både ut som queer och ickebinär, och använde sig då av pronomen hen (engelska: they/them). Den 22 juli 2021, fyra år efter dessa respektive avslöjanden, så kom hon officiellt ut som transkvinna och började använda sig av pronomen hon/henne (engelska: she/her), samtidigt som hon valde att behålla sitt manliga födelsenamn Tommy, som en hyllning till sin länge avlidne morbror. I april 2022 började hon även identifiera sig som lesbisk.
Den 12 november 2016 gifte hon sig med Peter Zurkuhlen under en ceremoni i Portland i Maine. I juli 2021 meddelade hon dock att hon och Zurkuhlen hade gått skilda vägar, men att de fortfarande skulle förbli vänner. I slutet av 2023 gifte hon sig med flickvännen Elise Williams, detta under en hemlig vigsel i Malibu i Kalifornien. I maj 2025 lämnade paret dock in en skilsmässoansökan, efter nästan två år tillsammans.

## Filmografi (i urval)
| År              | Titel                       | Roll                 | Noter                                                 |
| --------------- | --------------------------- | -------------------- | ----------------------------------------------------- |
| 2017–2018; 2020 | Tretton skäl varför         | Ryan Shaver          | Återkommande (säsong 1–2) Gäst (säsong 4); 18 avsnitt |
| 2019            | Jane the Virgin             | Bobby                | Återkommande roll                                     |
| 2019            | Insatiable                  | Jonathan             | 2 avsnitt                                             |
| 2020            | Love, Victor                | Justin               | Avsnittet "Boys' Trip"                                |
| 2020            | RuPauls dragrace: All Stars | Gästdomare           | Avsnittet "Snatch Game of Love"                       |
| 2022            | Sharp Stick                 | Tali                 |                                                       |
| 2024            | Fantasmas                   | Kommersiell direktör | 1 avsnitt                                             |